# Matthias Gerung

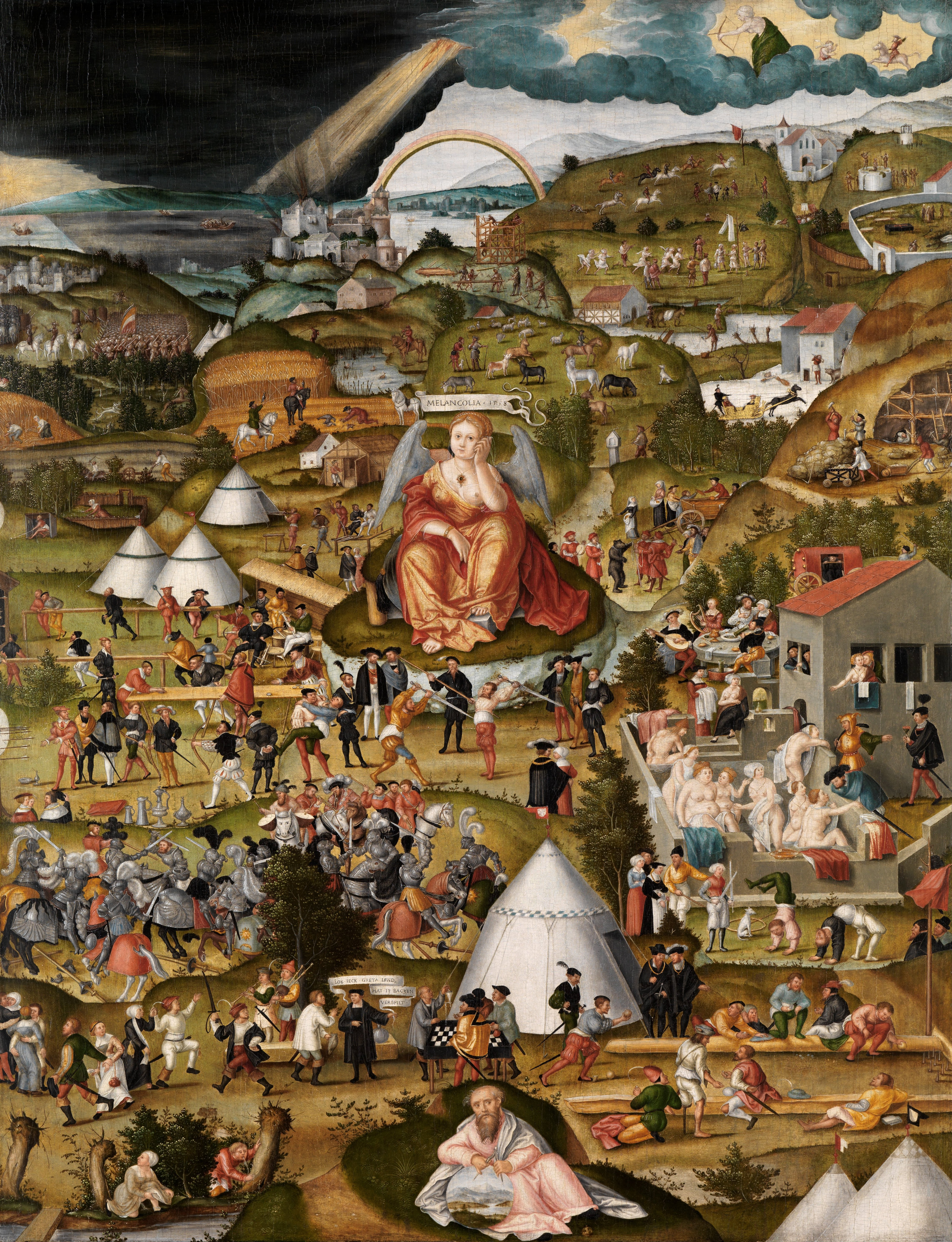
Matthias Gerung: Die Melancholie im Garten des Lebens, 1558, Staatliche Kunsthalle Karlsruhe

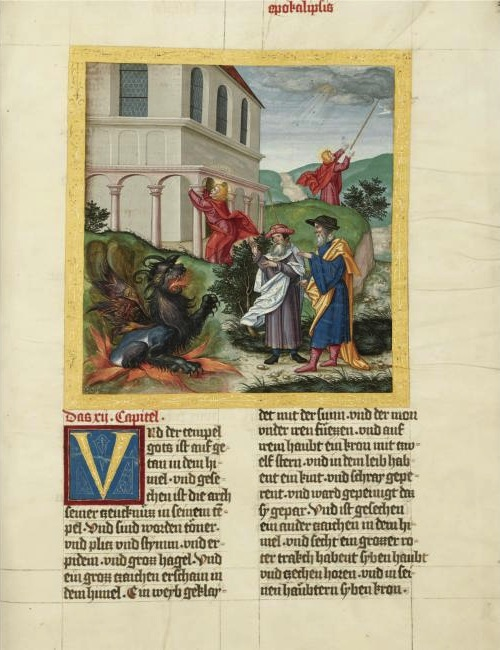
Blatt 294 der von Gerung illustrierten Ottheinrich-Bibel

Matthias Gerung, in älterer Literatur auch Mathias Geron (* um 1500 in Nördlingen; † 1570 in Lauingen), war ein deutscher Maler und Holzschneider.
Er war vermutlich der Sohn des Geiger genannten Schuhmachers Matthias († 1521) aus Nördlingen und möglicherweise bei Hans Schäufelin in der Lehre, ältere Literatur bezeichnet ihn auch als Schüler von Hans Burgkmair. 1525 zog Gerung nach Lauingen im damaligen Herzogtum Pfalz-Neuburg. Er war dort mit Anna Reiser verheiratet, die eventuell die Tochter des Lauinger Malers Matthes Reiser († um 1519) war, dessen Werkstatt Matthias Gerung in Lauingen übernommen haben könnte. Das Paar hatte zwei Söhne, Hans und Ambrosius.
In Lauingen wird Gerung bis 1568 in den Steuerlisten erwähnt. Außer als Maler wird er auch als Wagmeister und als Siegler genannt. Ab 1530/31 führte er zahlreiche Aufträge für den Pfalzgrafen Ottheinrich aus, darunter die Tapetengestaltung von Schloss Neuburg, die Herstellung von genealogischen Wandteppichen, und vor allem die Illustration der Ottheinrich-Bibel, die heute zu den kostbarsten Bilderhandschriften der Welt zählt. Gerung ergänzte jene bereits rund 100 Jahre zuvor begonnene Bibel um insgesamt 117 Illustrationen, seine Tätigkeit ist durch zwei Verträge von 1530 und 1531 belegt.
Gerungs detailreiche Tafelmalereien, wie Die Melancholie im Garten des Lebens um 1558 (im Besitz der Staatlichen Kunsthalle Karlsruhe) oder die Darstellung des Heerlagers Karls V. bei Lauingen von 1551 (entstanden für das Rathaus in Lauingen, mit einem Selbstbildnis Gerungs in der rechten Bildhälfte) geben heute Auskunft über das Leben im 16. Jahrhundert. Neben eindeutig zuordenbaren Werken werden Gerung auch satirische papstkritische Holzschnitte der Reformationszeit zugeschrieben.